# یودالا
یودالا (به انگلیسی: Udala) یک زیستگاه انسانی در هند است که در Mayurbhanj district واقع شده‌است.

## خصوصیات
یودالا ۱۱٬۷۱۲ نفر جمعیت دارد و ۵۷ متر بالاتر از سطح دریا واقع شده‌است.